# Municipio de Salem (condado de Champaign)
El municipio de Salem (en inglés: Salem Township) es un municipio ubicado en el condado de Champaign en el estado estadounidense de Ohio. En el año 2010 tenía una población de 2539 habitantes y una densidad poblacional de 19,3 personas por km².

## Geografía
El municipio de Salem se encuentra ubicado en las coordenadas 40°10′52″N 83°43′40″O / 40.18111, -83.72778. Según la Oficina del Censo de los Estados Unidos, el municipio tiene una superficie total de 131.57 km², de la cual 131,5 km² corresponden a tierra firme y (0,05 %) 0,06 km² es agua.

## Demografía
Según el censo de 2010, había 2539 personas residiendo en el municipio de Salem. La densidad de población era de 19,3 hab./km². De los 2539 habitantes, el municipio de Salem estaba compuesto por el 96,69 % blancos, el 1,3 % eran afroamericanos, el 0,47 % eran amerindios, el 0,16 % eran asiáticos, el 0,28 % eran de otras razas y el 1,1 % eran de una mezcla de razas. Del total de la población el 0,63 % eran hispanos o latinos de cualquier raza.